# Tha Alkaholiks
Tha Alkaholiks oder Tha Liks sind eine US-amerikanische Rap-Gruppe aus Los Angeles, Kalifornien. Die Gruppenmitglieder sind Tash, J-Ro und E-Swift.

## Bandgeschichte
Die Gruppe fand in den frühen 1990er-Jahren zusammen. Tash & E-Swift, die beide in Cincinnati aufgewachsen sind, waren dort Mitglieder der Gruppe Disturbers Of The Peace (D.O.P.). Zusammen zogen sie nach Los Angeles, wo sie J-Ro trafen. Dieser hatte zuvor mit Suavee D & King Tee in einer Gruppe namens Total Control gearbeitet, wollte sich jedoch weiterentwickeln.
Zum ersten Mal waren sie unter dem Namen Tha Alkaholiks dann auf King Tees Single I Got It Bad Y’all zu hören, was ihnen schließlich einen Vertrag bei Loud Records einbrachte. Über dieses Label veröffentlichten sie vier Alben, bevor es pleiteging.
Für das dritte Album Likwidation entstand eine Zusammenarbeit mit Ol’ Dirty Bastard Hip Hop Drunkies, das gerade in Europa zu einem der Meilensteine der Hip-Hop-Kultur avancierte.
Für das 2001 erschienene Album, X.O. Experience, änderten sie ihren Namen zu Tha Liks, weil man ihnen wegen des anstößigen Namens mit Boykotten drohte.
Nach einer fünfjährigen Pause vereinten sie sich erneut, um ihr Abschiedsalbum Firewater aufzunehmen, diesmal erschienen über Waxploitation Inc. und unter ihrem alten Gruppennamen.
Im Folgenden wollen sich die drei Rapper ihren Solo-Karrieren widmen.

## Diskografie
- 21 & Over (1993)
- Coast II Coast (1995)
- Likwidation (1997)
- X.O. Experience (2001)
- Firewater (2006)